# Cîteaux-i ciszterci apátság

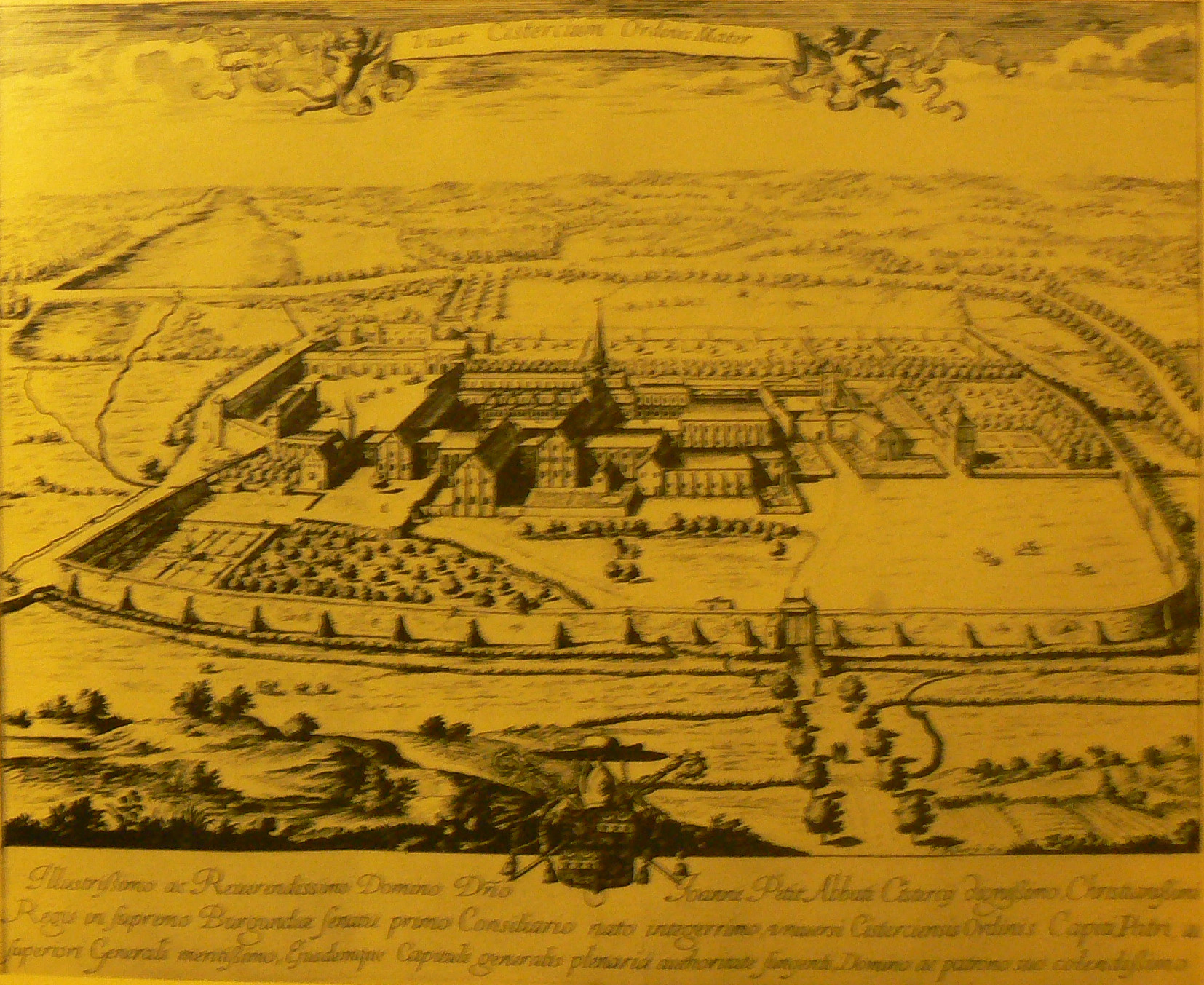
A kolostor 1674-ben

A Cîteaux-i ciszterci apátság vagy Côteaux-i ciszterci apátság (franciául Abbaye de Cîteaux, latinul Cistercium) a világ első ciszterci kolostora. Dijontól 25 km-re található délre, Saint-Nicolas-lès-Cîteaux mellett, Burgundia tartományban. Napjainkban a trappisták birtokában áll.
Itt alakult meg a 12. században a ciszterci szerzetesrend, amely rövidesen Európa legtöbb katolikus államában apátságokat hozott létre. Érdemeik között szerepel a mezőgazdaság fejlesztése. Magyarországra Cîteaux egyik filiájából, Clairvaux-ból telepítettek először szerzeteseket.

## Története

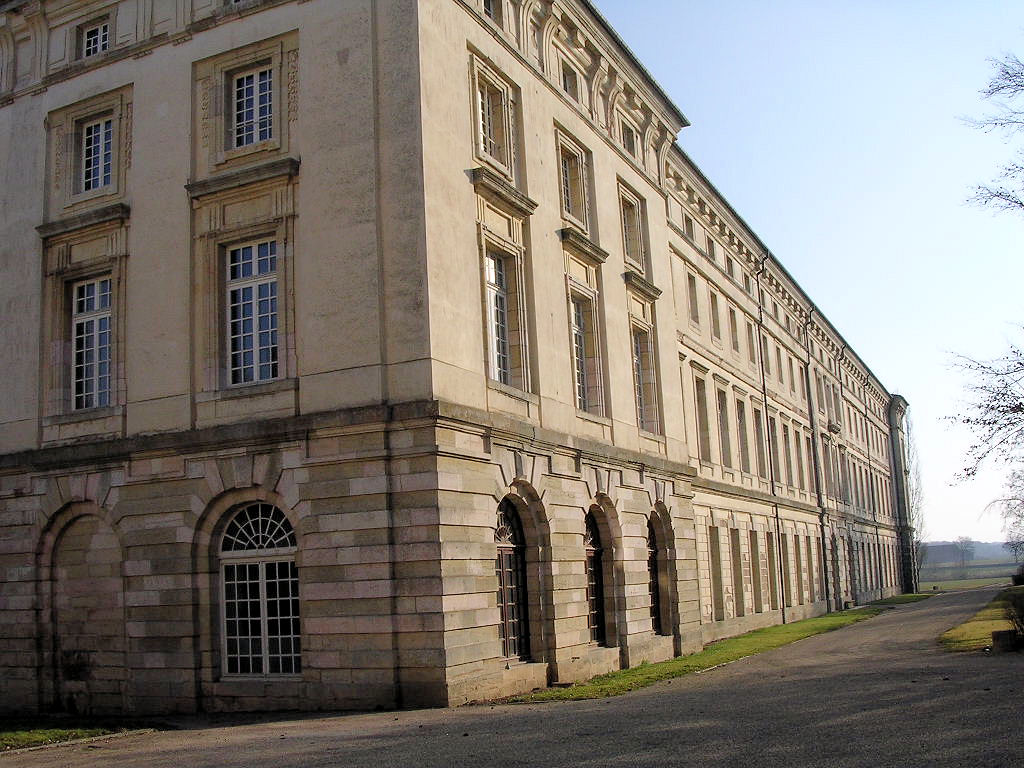
Az új kolostor

1098-ban a burgund Molesme bencés kolostorából három ifjú – Szent Alberik, Szent István és Szent Róbert – kiváltak, mert azt kellett tapasztalniuk, hogy a kolostor lezüllött. Cîteaux-ban alapítottak új kolostort. Szent István apátsága idején 1112-ben csatlakozott az apátsághoz Clairvaux-i Szent Bernát, aki további alapjait tette le a rendháznak 1115-ben és ez már ténylegesen is az új szerzetesrend megalakulását jelentette, amelyhez István megírta az alapokmányát, a Carta Caritatist is.
1140-ben a kolostor nagytemploma már felépült, de a munkálatok teljes befejezése még 1193-ig tartott. Ide kezdtek temetkezni aztán a burgund hercegek.
A kolostor később jelentős szerepet vállalt az albigensek ideológiai visszaszorításában, akik nagy számban éltek azon a vidéken.
A 13. században már ötszáz rendházzal bírt a rend és ez volt a központja a külföldi kolostoroknak is, melyek apátjai eljártak a nagykáptalanra. 1244-ben IX. Lajos francia király és anyja, Kasztíliai Blanka francia királyné személyesen keresték fel a kolostort.
A kolostor egyik filiájából, Clairvaux-ból II. Géza hívott Magyarországra ciszter szerzeteseket, mert fejlett földművelési ismeretekkel rendelkeztek. További telepítésekre III. Béla korától került sor, ugyancsak Clairvaux-ból.
A francia forradalom elől a szerzetesek elmenekültek, s a forradalmárok barbár módon a földdel tették egyenlővé a kolostort. A szerzetesek csak 1898-ban települtek vissza Cîteaux-ba, miután visszavásárolták a területet.